# Jean-Louis Albitte
Pour les articles homonymes, voir Albitte.
Jean-Louis Albitte, né le 25 avril 1763 à Dieppe (Seine-Maritime), mort le 3 février 1825 à Reims (Marne), est un homme politique de la Révolution française. Il est surnommé Albitte le jeune pour être différencié de son frère aîné Antoine-Louis Albitte, lui aussi député de la Révolution.

## Biographie
Né dans une famille de négociants dieppois, il reprend les affaires familiales.
La monarchie prend fin à l'issue de la journée du 10 août 1792 : les bataillons de fédérés bretons et marseillais et les insurgés des faubourgs de Paris prennent le palais des Tuileries. Louis XVI est suspendu et incarcéré avec sa famille à la tour du Temple.
En septembre 1792, Jean-Louis Albitte est élu député suppléant du département de la Seine-Inférieure, le troisième sur six, à la Convention nationale. Il est admis à siéger en frimaire an II (décembre 1793) en remplacement de Pierre Philippe Doublet, député girondin mort en prison.
Il siège parmi les « derniers Montagnards » selon l'historienne Françoise Brunel. Lors de l'insurrection du 12 germinal an III (1er avril 1795), alors que les anciens membres du Comité de Salut public (Bertrand Barère, Jacques-Nicolas Billaud-Varenne et Jean-Marie Collot-d'Herbois) sont décrétés de déportation sur l'île d'Oléron, Albitte signe la demande d'appel nominal.
D'un caractère calme, qui contraste avec la violence de son aîné, Albitte jeune ne paraît à la tribune de la Convention qu'une seule fois, le 20 mai 1795 (1er prairial an III) pour défendre son frère décrété d'arrestation : « Tout ce que mon frère a dit était conforme aux principes. On lui reproche d'avoir voulu concilier les deux partis ; s'il eût mieux connu les coupables que vous venez de frapper, il n'aurait pas eu ce sentiment; mais il est toujours louable d'avoir voulu l'union ».
La fin de la Convention marque celle de sa carrière politique. Quelques années après, il obtient une place d'inspecteur de la loterie, qu'il exerce sous le gouvernement impérial et sous la Restauration.